# 地球外的火山列表
地球外的火山列表是在地球以外的活火山、休眠和死火山的列表， 但依據國際天文聯合會的行星命名規則，它們或許會標示為山、火山口或小丘。 

## 埃歐

依據新視野號在2007年傳回的影像，模擬的特瓦史塔火山口噴發動畫。

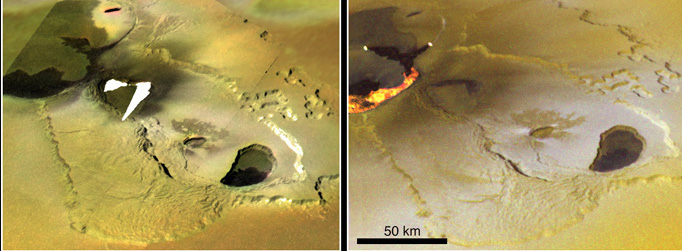
特瓦史塔火山口的熔岩流

在木星的天然衛星埃歐的火山，相信噴發出的是硫磺或二氧化硫
- Dazhbog Patera
- 洛基火山口
- Pele
- 普羅米修斯
- Ra Patera
- 特瓦史塔火山口

## 火星
- 亞拔山
- 歐伯山
- 阿爾西亞山
- 艾斯克雷爾斯山
- Biblis Patera
- 埃律西昂山
- 赫克提斯山
- 奧林帕斯山 (火星)
- 帕弗尼斯山（Pavonis Mons）
- 大瑟提斯高原
- Ushas Mons
- 尤里西斯火山口

## 金星
- 馬雅特山（Maat Mons）
- The Tick
- Sapas Mons
- Sacajawea Caldera
- Ushas Mons

## 地球的衛星月球
- 月海；參見月海列表
- Lunar dome
- Mons Rümker
- 杭斯丁山（Mons Hansteen）

## 水星
水星的盆地包含有許多平滑的平原，像月球上的海，可能是被熔岩流填滿的，在一些坑穴火口找到崩潰的結構，顯示曾有火山活動的作用。從水手10號的影像中辨識出了11個火山的圓頂，包括接近奧丁平原低地中心，7公里高的圓頂。

## 其它行星和衛星
- 在海王星的天然衛星崔頓上也有許多的火山，相信它們的噴發物是液態氮、塵埃或甲烷等成分。
- 來自NASA的卡西尼-惠更斯號任務報告，認為土星的衛星泰坦也有火山，像是格涅沙黑斑 ，它們的噴發物是水。

## 外部連結
- Volcanoes of Other Worlds（页面存档备份，存于）, Volcano World
- Solar System Volcanoes（页面存档备份，存于）, Volcano Live